# Jean Guillaume Auguste Lugol
Jean Guillaume Auguste Lugol (Montauban, 18 agosto 1786 – Neuilly-sur-Seine, 16 settembre 1856) è stato un medico francese.
Dopo aver studiato a Parigi, divenne dottore in medicina nel 1812. Nel 1819 cominciò il proprio servizio al Hôpital Saint-Louis dove svolse tutta la propria carriera medica.
Si interessò allo studio della tubercolosi, proponendo alla Real Accademia delle Scienze i metodi di prevenzione dalla malattia, probabilmente consigliando anche una soluzione allo iodio per la sua cura. Il suo nome è infatti strettamente collegato con tale soluzione iodata che da lui trae il nome: il Reattivo di Lugol.